# Amtsgericht Eisenberg
Das Amtsgericht Eisenberg war ein von 1879 bis 1952 bestehendes Amtsgericht der ordentlichen Gerichtsbarkeit mit Sitz in der thüringischen Stadt Eisenberg. 

## Geschichte

### Vorläufer des Amtsgerichtes Eisenberg zwischen 1854 und 1879
Vorgänger des Amtsgerichtes Eisenberg war das Gerichtsamt Eisenberg, das bei der Neuordnung der Unterbehörden im Herzogtum Sachsen-Altenburg im Jahr 1854 für das bisherige Kreisamt Eisenberg im Westkreis als untere Verwaltungs- und Justizbehörde gebildet wurde. Im Jahre 1876 verlor das Gerichtsamt Eisenberg die Verwaltungsaufgaben an den neuen Verwaltungsbezirk Roda. Als Justizbehörde bestand das Gerichtsamt zunächst fort.

### Amtsgericht Eisenberg 1879–1952
Anlässlich der Einführung des Gerichtsverfassungsgesetzes am 1. Oktober 1879 kam es im Herzogtum Sachsen-Altenburg zur Errichtung eines Amtsgerichts in der Stadt Eisenberg, dessen Gerichtssprengel aus dem Bezirk des vorherigen Gerichtsamtes Eisenberg gebildet wurde. Im Jahre 1883 wurde Friedrich Edmund Pilling Vorstand des Amtsgerichtes. Nachdem im Jahre 1920 der erst zwei Jahre zuvor gegründete Freistaat Sachsen-Altenburg im Land Thüringen aufgegangen war, wurde das Amtsgericht Eisenberg seit 1921 als Thüringisches Amtsgericht weitergeführt. Übergeordnete Instanz war bis 1923 das Landgericht Altenburg, seitdem das Landgericht Weimar.
Anfang 1952 wurde das Amtsgericht Eisenberg zu einer Zweigstelle des Amtsgerichtes Jena. Mit der in der DDR im Jahre 1952 erfolgten Verwaltungsreform und der damit einhergehenden Abschaffung der Amtsgerichte wurde das Amtsgericht Eisenberg aufgehoben. Nachfolger wurde das Kreisgericht Eisenberg.